# Мерлини, Людовико
Людовико Мерлини (итал. Ludovico Merlini; 12 ноября 1690, Форли, Миланское герцогство — 12 ноября 1762, Рим, Папская область) — итальянский куриальный кардинал и папский дипломат. Титулярный архиепископ Афин с 27 октября 1740 по 24 сентября 1759. Апостольский нунций в Турине с 27 января 1741 по декабрь 1753. Кардинал-священник с 24 сентября 1759, с титулом церкви Санта-Приска с 21 июля 1760 по 12 апреля 1762. Кардинал-священник с титулом церкви Сан-Марчелло с 12 апреля 1762. 